# Jaime Casellas
Jaime Casellas y Genovart (en catalán: Jaume Casellas; Valls, 1690 - Toledo, 1764) fue un compositor español del barroco, maestro de capilla durante 29 años (1733-1762) de la Catedral de Toledo, primada de España. En aquella época el puesto era uno de los compositores más prestigiosos, musicalmente hablando, en la península.

## Vida
Se cree que Casellas ingresó de pequeño como niño cantor (seise) en la Basílica de Santa María del Mar de Barcelona, donde aprendió música con Luis Serra y recibió su formación eclesiástica. Allí asimiló la influencia de la música italiana y del centro de Europa merced a la corta pero significativa presencia de la corte del archiduque Carlos en Barcelona.
Tras un breve periodo de maestro de capilla en Granollers, ejerció el magisterio en el monasterio de San Juan de las Abadesas hasta abril de 1715. En 1714 trató de conseguir el magisterio de la iglesia de los santos Justo y Pastor de Barcelona sin éxito y en 1715, una vez acabada la Guerra de Sucesión, Casellas sucedió a Serra como maestro de capilla en Santa María del Mar, donde permanecería dieciocho años.
El 17 de noviembre de 1733, en una oposición en la que se enfrentó a otros importantes maestros de capilla, consiguió el magisterio de la Catedral de Toledo, donde tomó posesión del cargo el 21 de junio de 1733. Tuvo que dejar el cargo en 1762 por causa de su delicada salud, dos años antes de su fallecimiento en Toledo en 1764.

## Obra

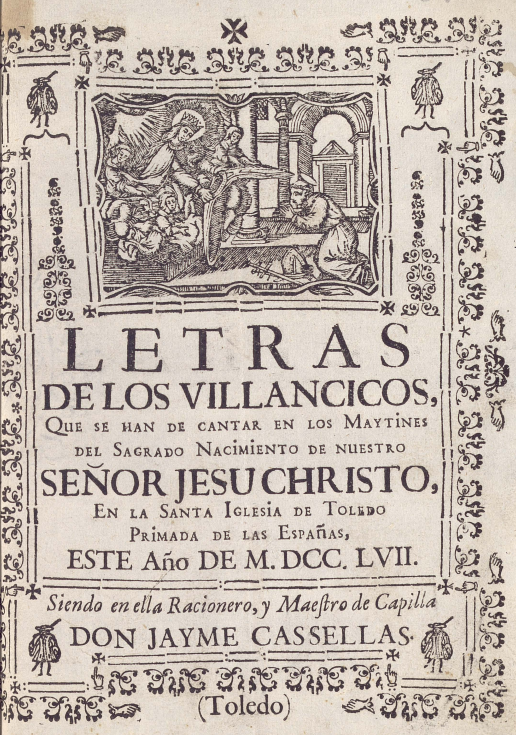
Letras de los villancicos que se han de cantar en los maytines del sagrado nacimiento de nuestro señor Jesuchristo ...

En 1762 firmó la aprobación de la obra teórica titulada Llave de la modulación y Antigüedades de la Música, de Antonio Soler. Se conservan en Bolonia una serie de cartas suyas donde critica la excesiva influencia italiana de la música de Josep Duran, maestro de capilla de la Catedral de Barcelona. Escribió numerosos oratorios, algunos de los cuales fueron interpretados en Santa María del Mar (Betulia libertad, 1726; La igual justicia de Dios, 1729; Vencer matando y muriendo, 1731), villancicos, misas, motetes, salmos y tonos. Su escritura polifónica es sobria, aunque muy rica en el aspecto armónico.
Se calcula que escribió más de 700 obras; se conservan 368.